# Carlos Lampe
Carlos Emilio Lampe Porras, né le 17 mars 1987 à Santa Cruz de la Sierra, est un footballeur international bolivien qui évolue au poste de gardien de but au Club Bolívar.
Il est régulièrement surnommé «Spock» pour sa ressemblance avec l’interprète américain du personnage de Star Trek Leonard Nimoy.

## Biographie
Carlos Lampe reçoit sa première sélection en équipe de Bolivie le 24 février 2010, en amical contre le Mexique (défaite 5-0).
Il participe avec l'équipe de Bolivie à la Copa América Centenario, organisée pour la toute première fois aux États-Unis. Lors de cette compétition, il joue trois matchs.
Il dispute au cours de sa carrière, plus de 300 matchs en première division bolivienne.

## Statistiques

### En sélection nationale
| Saison                | Sélection             | Phases finales          | Phases finales | Phases finales | Éliminatoires CDM | Éliminatoires CDM | Matchs amicaux | Matchs amicaux | Total | Total |
| Saison                | Sélection             | Compétition             | M              | B              | M                 | B                 | M              | B              | M     | B     |
| --------------------- | --------------------- | ----------------------- | -------------- | -------------- | ----------------- | ----------------- | -------------- | -------------- | ----- | ----- |
| 2008-2009             | Bolivie               | -                       | -              | -              | 0                 | 0                 | -              | -              | 0     | 0     |
| 2009-2010             | Bolivie               |                         | -              | -              | 0                 | 0                 | -              | -              | 0     | 0     |
| 2010-2011             | Bolivie               | Copa América 2011       | -              | -              | -                 | -                 | 3              | 0              | 3     | 0     |
| 2011-2012             | Bolivie               | -                       | -              | -              | 0                 | 0                 | -              | -              | 0     | 0     |
| 2012-2013             | Bolivie               | -                       | -              | -              | 0                 | 0                 | -              | -              | 0     | 0     |
| 2014-2015             | Bolivie               | Copa América 2015       | -              | -              | -                 | -                 | 0              | 0              | 0     | 0     |
| 2015-2016             | Bolivie               | Copa América Centenario | 3              | 0              | 1                 | 0                 | 0              | 0              | 4     | 0     |
| 2016-2017             | Bolivie               | -                       | -              | -              | 6                 | 0                 | 2              | 0              | 8     | 0     |
| 2017-2018             | Bolivie               | -                       | -              | -              | 4                 | 0                 | 4              | 0              | 8     | 0     |
| 2018-2019             | Bolivie               | Copa América 2019       | 3              | 0              | -                 | -                 | 3              | 0              | 6     | 0     |
| 2020-2021             | Bolivie               | Copa América 2021       | 3              | 0              | 6                 | 0                 | 1              | 0              | 10    | 0     |
| 2021-2022             | Bolivie               | -                       | -              | -              | 10                | 0                 | 1              | 0              | 11    | 0     |
| 2022-2023             | Bolivie               | -                       | -              | -              | -                 | -                 | 3              | 0              | 3     | 0     |
| 2023-2024             | Bolivie               | Copa América 2024       | 0              | 0              | 0                 | 0                 | 2              | 0              | 2     | 0     |
| 2024-2025             | Bolivie               | -                       | -              | -              | 1                 | 0                 | -              | -              | 1     | 0     |
| Total sur la carrière | Total sur la carrière | Total sur la carrière   | 9              | 0              | 28                | 0                 | 19             | 0              | 56    | 0     |

## Palmarès
- Champion de Bolivie en 2015 (Tournoi d'Ouverture) avec le Sport Boys Warnes